# Bitcoin Classic
Bitcoin Classic (en español Bitcoin Clásico) fue un proyecto de código abierto e implementación alternativa para nodos de Bitcoin (BTC) creada a partir de una bifurcación del código de Bitcoin Core que proponia actualizar las reglas de consenso de la red para solucionar un cuello de botella y así aumentar ligeramente la capacidad de procesamiento de transacciones. Comenzó siendo similar, aunque menos agresiva que Bitcoin XT, el cual había logrado menos soporte del que necesitaba. El 10 de noviembre de 2017 anunció el  cese de sus operaciones instando a sus simpatizantes a unirse a migrar hacia Bitcoin Cash.

## Propuesta
En Bitcoin, las transacciones son asentadas en el registro a través del minado de bloques, los cuales son minados en un plazo promedio de 10 minutos. Debido al límite máximo del tamaño de los bloques de 1 MB la capacidad de Bitcoin ronda una media estimada de tres transacciones por segundo. La propuesta de Bitcoin Classic era escalar Bitcoin (BTC) aumentando este límite a 2 MB a través de un hard fork, elevando así la capacidad de procesamiento de transacciones al doble. Si esta propuesta hubiese sido implementada, hubiese dejado obsoleto el software no actualizado, debido a que hubiese cambiado las reglas de consenso e implicaría que la mayoría de las otras implementaciones de software para nodos de Bitcoin hiciesen modificaciones en este parámetro para recuperar la compatibilidad con la red.
Entre las propuestas de Bitcoin Classic también estaban un intento de trasladar el gobierno técnico del proyecto de los desarrolladores de Bitcoin Core a un proceso de votación en el que participaría una comunidad más grande conformada por mineros, empresas, desarrolladores y usuarios. No había un método de activación formal para el software, pero debido a la naturaleza de Bitcoin era necesaria un apoyo mayoritario para admitirlo.

## Historia
En sus primeros 8 meses promovieron un aumento del tamaño máximo de los bloques a 2 MB.
En noviembre de 2016, esto cambió y el proyecto pasó a ser una solución que trasladó el límite de las reglas del software a las manos de los mineros y los nodos no-mineros.
Bitcoin Classic recibió ayuda de varias compañías, desarrolladores, inversores y mineros, como Coinbase, Bitstamp, Circle, Jeff Garzik, Roger Ver y Gavin Andresen.  El Wall Street Journal reseño que "Bitcoin Classic ha emergido de las cenizas del debate entre XT y Bitcoin Core. Es una versión de Bitcoin que permitiría tener un límite de 2 MB. Parece que está ganando soporte rápidamente". Aun así, en su momento hard fork no fue visto como un asunto urgente. Sus adversarios argumentaron que a medida que aumentaran el tamaño de los bloques también incrementarían el costo para mantener nodos y que esto provocaría que aumentase la centralización de la red.
El uso máximo del software se observó a principios de 2016 con un descenso constante en el uso a partir de marzo de 2016 en adelante.
El 10 de noviembre de 2017, el equipo desarrollador de Bitcoin Classic anunció que cerraba operaciones y declaró que desde su perspectiva Bitcoin Cash era la única esperanza para tener un Bitcoin escalable. 